# 18 Dywizja Grenadierów Ludowych
18 Dywizja Grenadierów Ludowych (niem. 18. Volks-Grenadier-Division) – niemiecka dywizja grenadierów ludowych z okresu II wojny światowej. 
Nie należy jej mylić z 18 Dywizją Piechoty, którą przeformowano w 1943 w 18 Dywizję Grenadierów Pancernych.

## Historia
Dywizja powstała 2 września 1944 w Danii. Została stworzona z nadwyżek personelu Kriegsmarine przeniesionych do wojsk lądowych, żołnierzy tworzonej 571 Dywizji Grenadierów Ludowych oraz niedobitków 18 Dywizji Polowej Luftwaffe.
Po sformowaniu dywizja weszła w skład 7 Armii i walczyła w Ardenach pod Sankt Vith. W grudniu 1944 zniszczyła amerykańską 106. Dywizji Piechoty. Około 8 tys. żołnierzy amerykańskich zostało wziętych do niewoli. 18 Dywizja Grenadierów Ludowych walczyła na froncie zachodnim do marca 1945, gdy jej mocno wyniszczone pododdziały przekazano do 26 Dywizji Grenadierów Ludowych. Resztki poddały się aliantom w rejonie Kassel w ostatnich dniach wojny.

## Dowódcy dywizji
- gen. mjr Günther Hoffmann-Schönborn (od września 1944)
- gen. por. Walter Botsch (od 5 lutego 1945)

## Struktura organizacyjna
- 293  pułk grenadierów
- 294  pułk grenadierów
- 295  pułk grenadierów
- 1818  pułk artylerii
- 1818  batalion fizylierów
- 1818  batalion niszczycieli czołgów
- 1818  batalion inżynieryjny
- 1818  batalion łączności
- 1818  dywizyjne oddziały zaopatrzeniowe